# Campionato Italiano Slalom 2020
Il Campionato Italiano Slalom (CIS) 2020 si è svolto tra il 2 agosto e il 13 dicembre 2020 in 7 gare distribuite in cinque regioni diverse. Il titolo di campione italiano assoluto slalom è stato vinto per la terza volta da Salvatore Venanzio, mentre quelli di campione italiano e campione under 23 sono stati vinti, rispettivamente, da Ignazio Bonavires e Michele Poma. Tra le donne, Enza Allotta ha vinto il titolo italiano femminile.
La stagione è stata condizionata dalla Pandemia di COVID-19 che ha imposto la modifica del regolamento di settore con norme provvisorie anti-contagio  e lo stravolgimento del calendario del campionato.

## Calendario e risultati
| Tappa | Data         | Slalom                              | Sede              | Vincitore          |
| ----- | ------------ | ----------------------------------- | ----------------- | ------------------ |
| 1     | 2 agosto     | Trofeo Vulture Melfese              | Melfi             | Salvatore Venanzio |
| 2     | 23 agosto    | Slalom sette tornanti monte Bondone | Trento            | Fabio Emanuele     |
| 3     | 6 settembre  | Slalom dei Trulli                   | Monopoli          | Fabio Emanuele     |
| 4     | 27 settembre | Slalom Rocca Novara                 | Novara di Sicilia | Emanuele Schillace |
| 5     | 4 ottobre    | Slalom dell'Agro Ericino            | Valderice         | Emanuele Schillace |
| 6     | 28 ottobre   | Slalom Torregrotta-Roccavaldina     | Torregrotta       | Salvatore Venanzio |
| 7     | 13 dicembre  | Trofeo città di Massa Lubrense      | Massa Lubrense    | Salvatore Venanzio |

## Classifiche

### Classifica campionato italiano assoluto piloti
Sono 34 i piloti presenti nella classifica di cui si riportano le prime cinque posizioni.
| Pos | Pilota             | Vettura                   | Gruppo-Classe | VUL | MTB  | MNP | RNO | AGE | TOR | MAS | Punti |
| --- | ------------------ | ------------------------- | ------------- | --- | ---- | --- | --- | --- | --- | --- | ----- |
| 1   | Salvatore Venanzio | Radical SR4 Suzuki        | E2SC-E2SC1600 | 15  | 15   | 12  | 12  | 10  | 15  | 15  | 94    |
| 2   | Fabio Emanuele     | Osella PA 9/90 Alfa Romeo | E2SC-E2SC2000 | 10  | 22,5 | 15  | 10  | 12  | 12  | 12  | 93,5  |
| 3   | Luigi Vinaccia     | Osella PA 9/90 Honda      | E2SC-E2SC2000 | 6   | 18   | 10  | 8   | 8   | 8   | 10  | 68    |
| 4   | Emanuele Schillace | Radical SR4 Suzuki        | E2SC-E2SC1600 |     |      |     | 15  | 15  | 10  |     | 40    |
| 5   | Michele Puglisi    | Radical SR4 Suzuki        | E2SC-E2SC1600 | 12  | 12   |     | 6   |     |     |     | 30    |

### Classifica campionato italiano piloti
La graduatoria si compone di 370 piloti dei quali si riportano i primi dieci classificati.
| Pos | Pilota              | Vettura                   | Gruppo-Classe  | VUL | VUL | MTB  | MTB | MNP | MNP | RNO | RNO | AGE | AGE | TOR | TOR | MAS | MAS | Punti |
| Pos | Pilota              | Vettura                   | Gruppo-Classe  | Gr  | Cl  | Gr   | Cl  | Gr  | Cl  | Gr  | Cl  | Gr  | Cl  | Gr  | Cl  | Gr  | Cl  | Punti |
| --- | ------------------- | ------------------------- | -------------- | --- | --- | ---- | --- | --- | --- | --- | --- | --- | --- | --- | --- | --- | --- | ----- |
| 1   | Ignazio Bonavires   | Peugeot 106 Rally         | N-N 1600       |     |     | 7,5  | 9   | 4,5 | 4   | 4,5 | 4   | 5   | 6   | 5   | 6   |     |     | 55,5  |
| 2   | Salvatore Venanzio  | Radical SR4 Suzuki        | E2SC-E2SC 1600 | 2,5 | 4   | 2,25 | 4,5 | 2   | 3   | 4,5 | 4   | 4   | 4   | 5   | 5   | 2,5 | 4   | 51,25 |
| 3   | Fabio Emanuele      | Osella PA 9/90 Alfa Romeo | E2SC-E2SC 2000 | 1,5 | 3   | 3,75 | 4,5 | 2,5 | 3   | 4   | 4   | 4,5 | 4   | 4,5 | 4   | 2   | 3   | 48,25 |
| 4   | Agostino Fallara    | Fiat 127                  | S-S4           | 2,5 | 3   | 3    | 3   | 2   | 3   | 4,5 | 6   | 4,5 | 3   | 5   | 6   |     |     | 45,5  |
| 5   | Girolamo Ingardia   | Ghipard                   | E2SS-E2SS 1150 |     |     |      |     | 2,5 | 5   | 2   | 4   | 5   | 6   | 2   | 4   | 2,5 | 3   | 36    |
| 6   | Giuseppe Marcellino | Fiat 500                  | VBC-BC700/5    | 2,5 | 3   |      |     | 5   | 6   | 4,5 | 4   | 1,5 | 2   | 2   | 3   |     |     | 33,5  |
| 7   | Giovanni Greco      | Fiat 500                  | VBC-BC700/5    |     |     |      |     | 4,5 | 4   | 4   | 3   | 2,5 | 5   | 2,5 | 5   |     |     | 30,5  |
| 8   | Emanuele Schillace  | Radical SR4 Suzuki        | E2SC-E2SC 1600 |     |     |      |     |     |     | 5   | 6   | 5   | 6   | 4   | 3   |     |     | 29    |
| 9   | Domenico Caputo     | Peugeot 106 Rally         | N-N 1400       | 3   | 6   |      |     | 3,5 | 6   | 1   | 4   |     |     |     |     | 2   | 3   | 28,5  |
| 10  | Francesco Castello  | Fiat Cinquecento Sporting | E1-E1 1400     |     |     |      |     |     |     | 3,5 | 6   | 4   | 6   | 3,5 | 5   |     |     | 28    |
| Pos | Pilota              | Vettura                   | Gruppo-Classe  | Gr  | Cl  | Gr   | Cl  | Gr  | Cl  | Gr  | Cl  | Gr  | Cl  | Gr  | Cl  | Gr  | Cl  | Punti |
| Pos | Pilota              | Vettura                   | Gruppo-Classe  | VUL | VUL | MTB  | MTB | MNP | MNP | RNO | RNO | AGE | AGE | TOR | TOR | MAS | MAS | Punti |

### Classifica campionato piloti under 23
I primi tre piazzamenti, in una classifica composta da 19 piloti, sono:
| Pos | Pilota          | Vettura                 | Gruppo-Classe  | VUL | MTB | MNP | RNO | AGE | TOR | MAS | Punti |
| --- | --------------- | ----------------------- | -------------- | --- | --- | --- | --- | --- | --- | --- | ----- |
| 1   | Michele Poma    | Radical Prosport Suzuki | E2SC-E2SC 1600 |     |     |     | 3   | 4   | 2   | 2   | 11    |
| 2   | Domenico Murino | Peugeot 106 Rally       | N-N 1400       | 5   |     |     |     |     |     | 5   | 10    |
| 3   | Dario Salpietro | Peugeot 106             | N-N 1600       |     |     |     | 8   |     |     |     | 8     |
| 3   | Andrea Alogna   | Peugeot 106             | N-N 1600       |     |     |     |     | 8   |     |     | 8     |